# Enrico Sibilia
Enrico Sibilia (Anagni,17 maart 1861 – aldaar, 4 augustus 1948) was een Italiaans kardinaal-bisschop.

## Biografie
Verde werd geboren in Anagni in 1861. In 1884 werd hij tot priester gewijd. Van 1890 tot 1895 werkte hij in Colombia. Hij werd verheven tot apostolisch protonotaris in 1894. Van 1908 tot 1914 was hij nuntius in Chili. Hij werd hiertoe benoemd tot titulair aartsbisschop van Side. Zijn bisschopswijding vond plaats op 11 oktober 1908. Van 1922 tot 1935 was hij nuntius in Oostenrijk.
Hij werd in 1935 tot kardinaal-priester verheven  door paus Pius XI. Sibilia nam deel aan de conclaaf van 1939. Op 11 december 1939 werd hij benoemd tot kardinaal-bisschop van Sabina-Poggio Mirteto. Met het overlijden van Gennaro Granito Pignatelli di Belmonte in 1948 werd hij de oudste nog levende kardinaal. Hij overleed enkele maanden later op 87-jarige leeftijd.